# Oratorio dei Santi Sebastiano e Rocco (Campo Ligure)
L'oratorio dei Santi Sebastiano e Rocco è un luogo di culto cattolico situato nel comune di Campo Ligure, in piazza San Sebastiano, nella città metropolitana di Genova.

## Storia

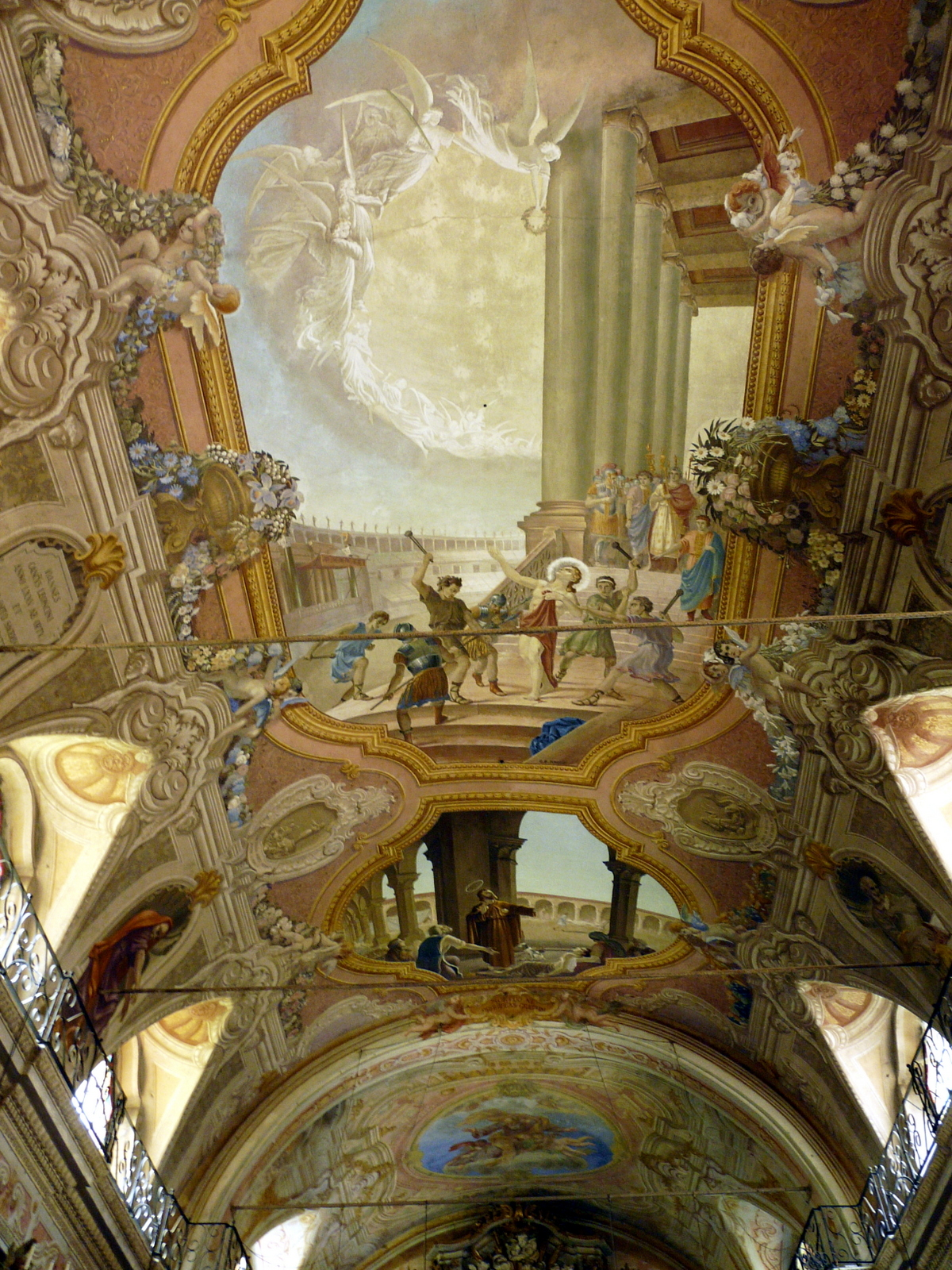
Particolare degli affreschi del soffitto della navata centrale

L'oratorio, originariamente dedicato solo a san Sebastiano, è ubicato presso la riva sinistra del torrente Ponzema, in prossimità dello Stura. Ancora oggi non è certa la reale fondazione dell'edificio, solo un documento - all'epoca conservato nell'archivio della chiesa in seguito distrutto in un'alluvione nel 1977 - fa riferimento alla probabile fondazione nel 1418.
La prima visita apostolica risale al 1586 nella quale si ordinò la realizzazione di un'immagine della Vergine Maria sopra la porta d'ingresso dell'oratorio. Secondo la descrizione della visita l'edificio è composto da tre altari; il principale dedicato al santo Sebastiano, il secondo a san Giuseppe ed infine il terzo alla Madonna Addolorata nella quale era raffigurato un affresco del XV secolo.
In un atto notarile datato al 1º ottobre 1611 il marchese Francesco Spinola donò alla confraternita un nuovo edificio potendo così adibire il vecchio edificio in un ricovero ospedaliero. Il 7 maggio del 1647 i disciplinanti lasciarono definitivamente l'oratorio di san Sebastiano e si trasformò pertanto lo stabile nell'ospedale civile di Campo Ligure, attivo fino al 1968.
A seguito dell'invasione francese di Napoleone Bonaparte nel 1797 gli arredi e i mobili sacri furono sequestrati dall'esercito d'oltralpe. Nel 1815, dopo la sconfitta dell'imperatore corso e la caduta del Primo Impero francese per volere del congresso di Vienna, l'antica confraternita fu ricostituita e restituiti i beni, secondo alcuni storici solo in parte, precedentemente requisiti dai francesi.

## Descrizione

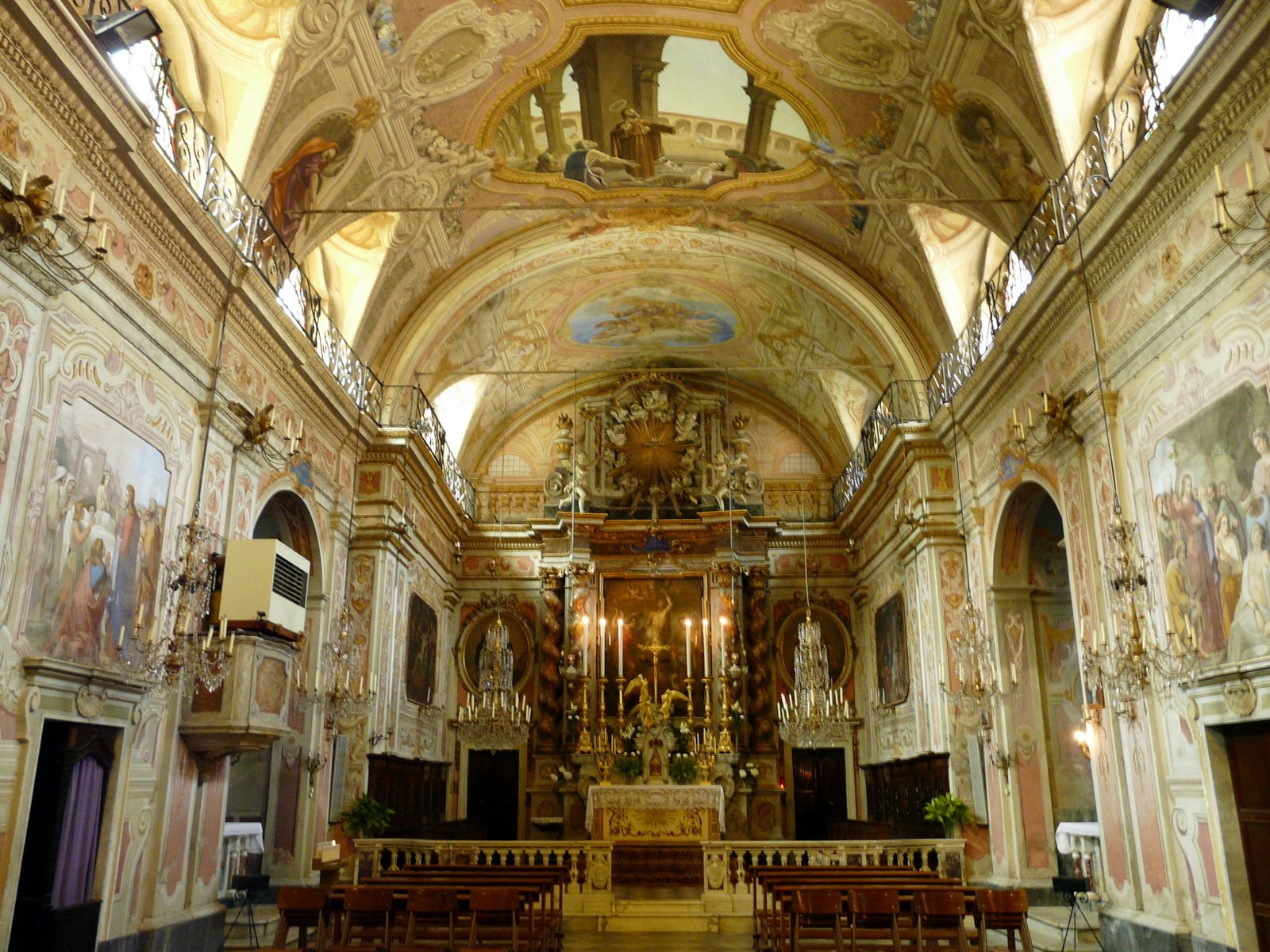
La navata centrale

Al suo interno è conservata la tela di Domenico Piola raffigurante il Martirio di san Sebastiano, con san Rocco e san Michele Arcangelo, restaurata nel 1988 per le continue cadute di colore. Ai lati dell'altare maggiore sono collocate, sopra il coro ligneo, due grandi tele raffiguranti la Flagellazione di san Sebastiano di ignoto autore e Sant'Irene che assiste san Sebastiano attribuita al pittore locale Sante Leoncini.
In una nicchia sono contenute dentro un'urna le reliquie di san Giulio, martire romano donate nel 1706 da un frate domenicano. Durante il periodo natalizio l'oratorio ospita un pregiato presepe meccanizzato.